# Phlogophora melasema
Phlogophora melasema là một loài bướm đêm trong họ Noctuidae.